# Willem Schippers
Willem Schippers (Groote Lindt, (gemeente Zwijndrecht), 4 april 1867 - Dordrecht, 11 juni 1954) was een schrijver van vele christelijke jeugdboeken en familieromans. Hij werkte aanvankelijk als smidsjongen in een smidse in een dorp aan de andere zijde van de Maas, daarna een vijftal jaren in een machinefabriek en nog later in een grote fabriek te Dordrecht als metaaldraaier. 's Avonds zette hij bladzijde voor bladzijde zijn verhalen die overdag in zijn gedachten kwamen op papier. Dit gaf hem tevens de rust die hij zo nodig had na de zware arbeid. Zijn inspiratie vond hij in zijn omgeving en de mensen uit die omgeving.
Hij werd geboren als vijfde en jongste zoon van een vader die postbode was. Zijn eerste boek (titel onbekend) schreef hij op 33-jarige leeftijd. Spoedig daarna volgde De strooper en vele andere titels. In totaal verschenen van hem tussen 1908 en 1955 meer dan 45 boeken.
In 1998 verscheen bij uitgeverij De Groot Goudriaan een biografie, getiteld "Willem Schippers (1867-1954): een leven tussen pen en smidshamer".

## Biografie
- A., C.D. & S.A.C. Hoogendijk, Willem Schippers (1867-1954): een leven tussen pen en smidshamer (ISBN 90-6140-542-4)